# Ranching

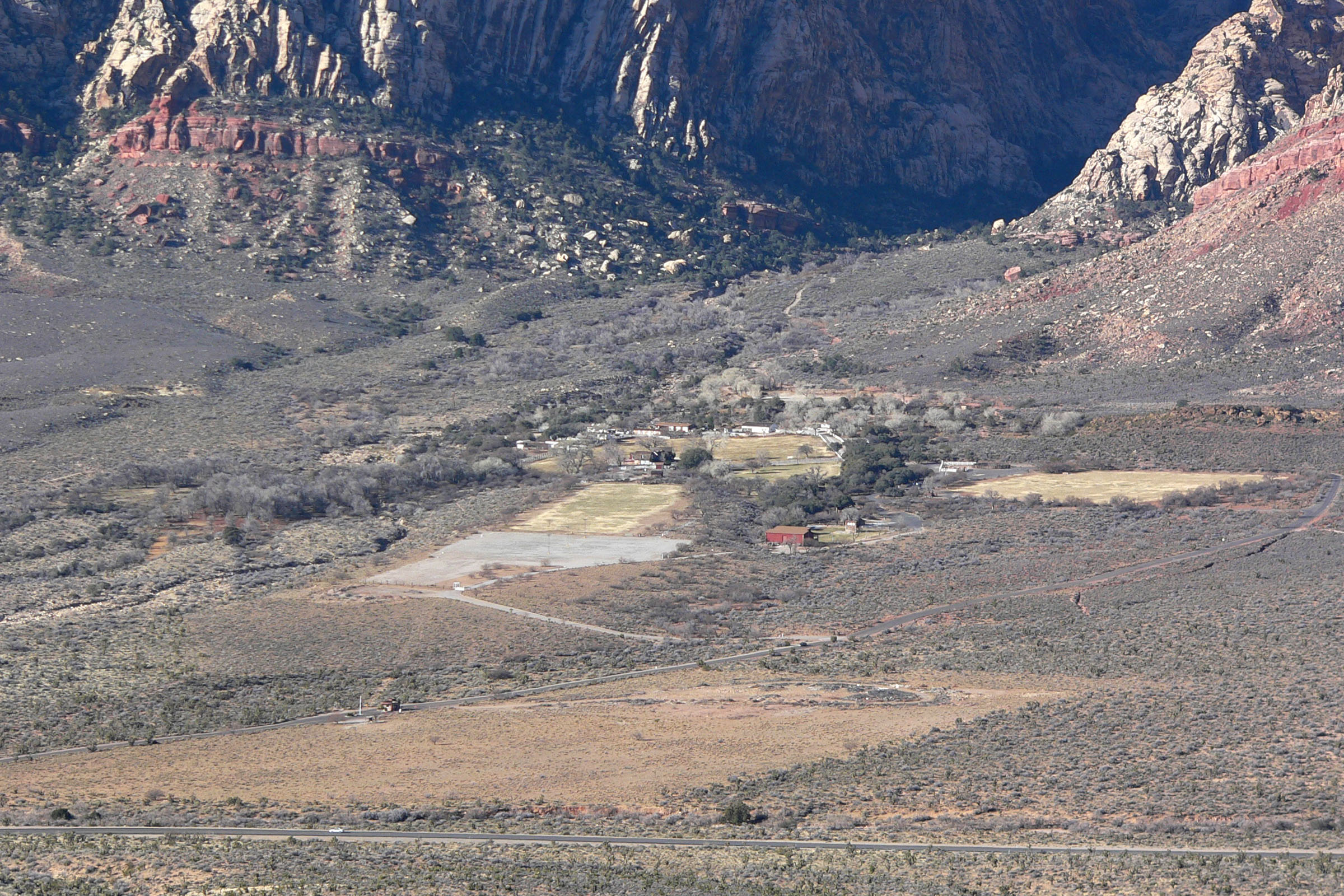
Ranches sind Landwirtschaftsbetriebe mitten in unbesiedelten, natürlich entstandenen Offenlandschaften

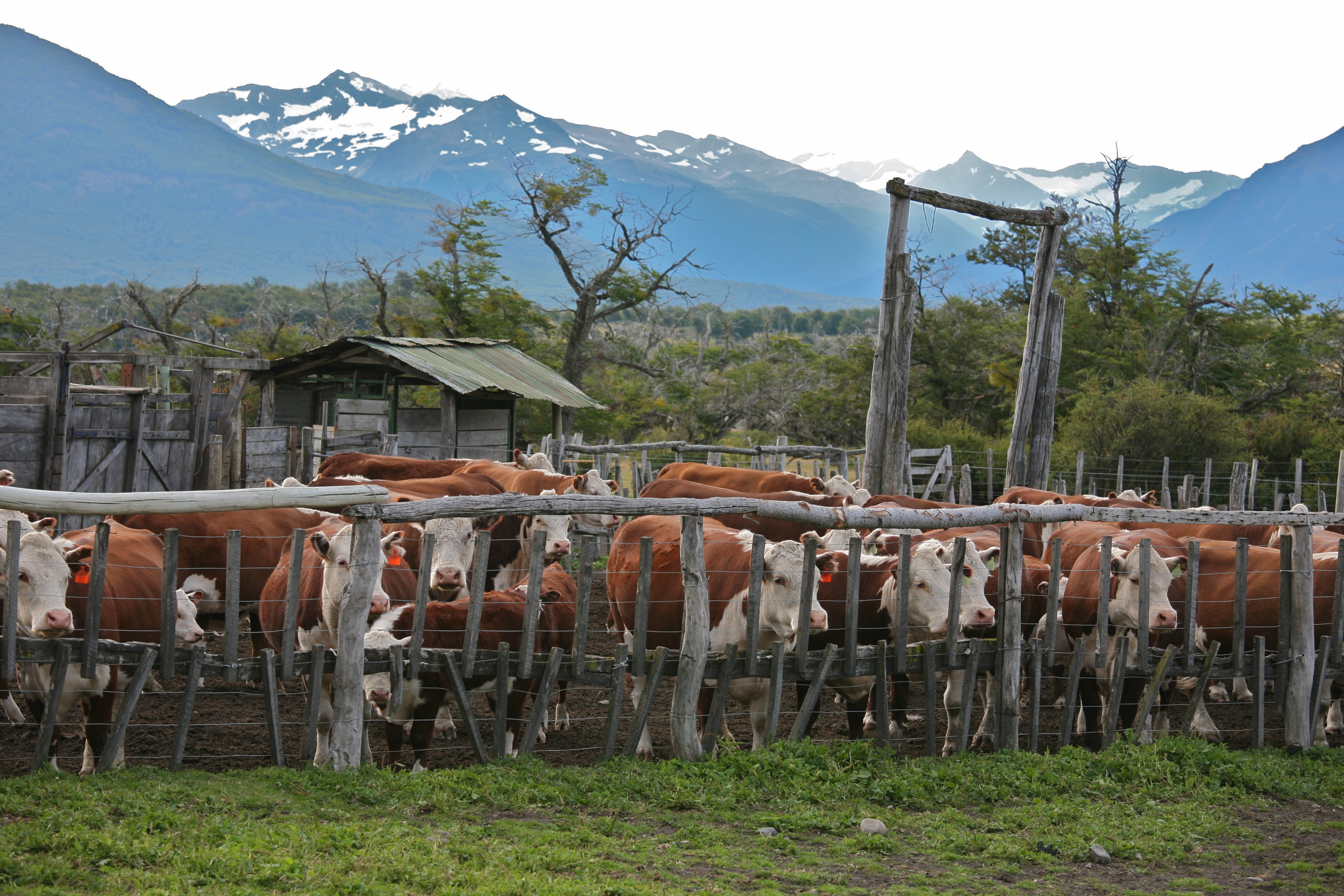
Nibepo-Aike Ranch in Süd-Patagonien (Argentinien)

Der Begriff Ranching bezeichnet die stationäre Form der extensiven Tierhaltung in natürlich entstandenen Offenlandschaften (Form des sogenannten Pastoralismus). Sie ist vor allem in den gemäßigten- und subtropischen Kurzgrassteppen Nordamerikas, Südamerikas, des südlichen Afrikas (hier meist als Farm bezeichnet), Australiens und Neuseelands verbreitet. Die Bezeichnung ist abgeleitet von dem Begriff „Ranch“, der im Englischen den Sitz und das Wohnhaus eines Viehzüchters bezeichnet. In Australien und Neuseeland spricht man von „Cattle- oder Sheep-Station“, in Südamerika von Estancia oder Fazenda und im Südlichen Afrika von Farm.
Auf einer Ranch wird zumeist Rinderproduktion, in sehr trockenen Gebieten auch Schafproduktion betrieben (zum Beispiel Karakulschafe in Namibia). Aufgrund der besseren Anpassung an die ökologischen Gegebenheiten kommt heute teilweise auch Wildtierhaltung vor (zum Beispiel Bison oder Guanako). Die Herden werden von mehr oder weniger halb-sesshaften Viehhirten (je nach Land Cowboys, Stockmen, Vaqueros, Gauchos u. a.) betreut. In den meisten Fällen wird Fleisch und Leder produziert. Zusätzliche Landwirtschaft ist selten.
Ranching ist die hauptsächliche Landnutzungsform in Gebieten, die für den Ackerbau zu trocken sind: wie semiaride Trockensavannen und Steppen jenseits der agronomischen Trockengrenzen. Durch die Niederschlagsarmut ist diese Form der Landwirtschaft an sehr große Flächen gebunden. Die Mindestgröße einer US-amerikanischen Ranch beträgt 500 ha. In den Great Plains und den intramontanen Becken der Rocky-Mountains werden über 100.000 ha erreicht, in Patagonien bis zu 200.000 ha, wobei die größten Flächen in den trockensten Regionen liegen. In geringerem Maße ist Ranching in semihumidem bis humidem Grünland wie der Pampa Humeda im südlichen und den Llanos im nördlichen Südamerika sowie in einigen Regionen der Prärie-Staaten der USA verbreitet. Hier findet jedoch zunehmend eine Verdrängung durch die Schaffung neuer Ackerflächen statt.

## Unterschiede zu mobilen Systemen

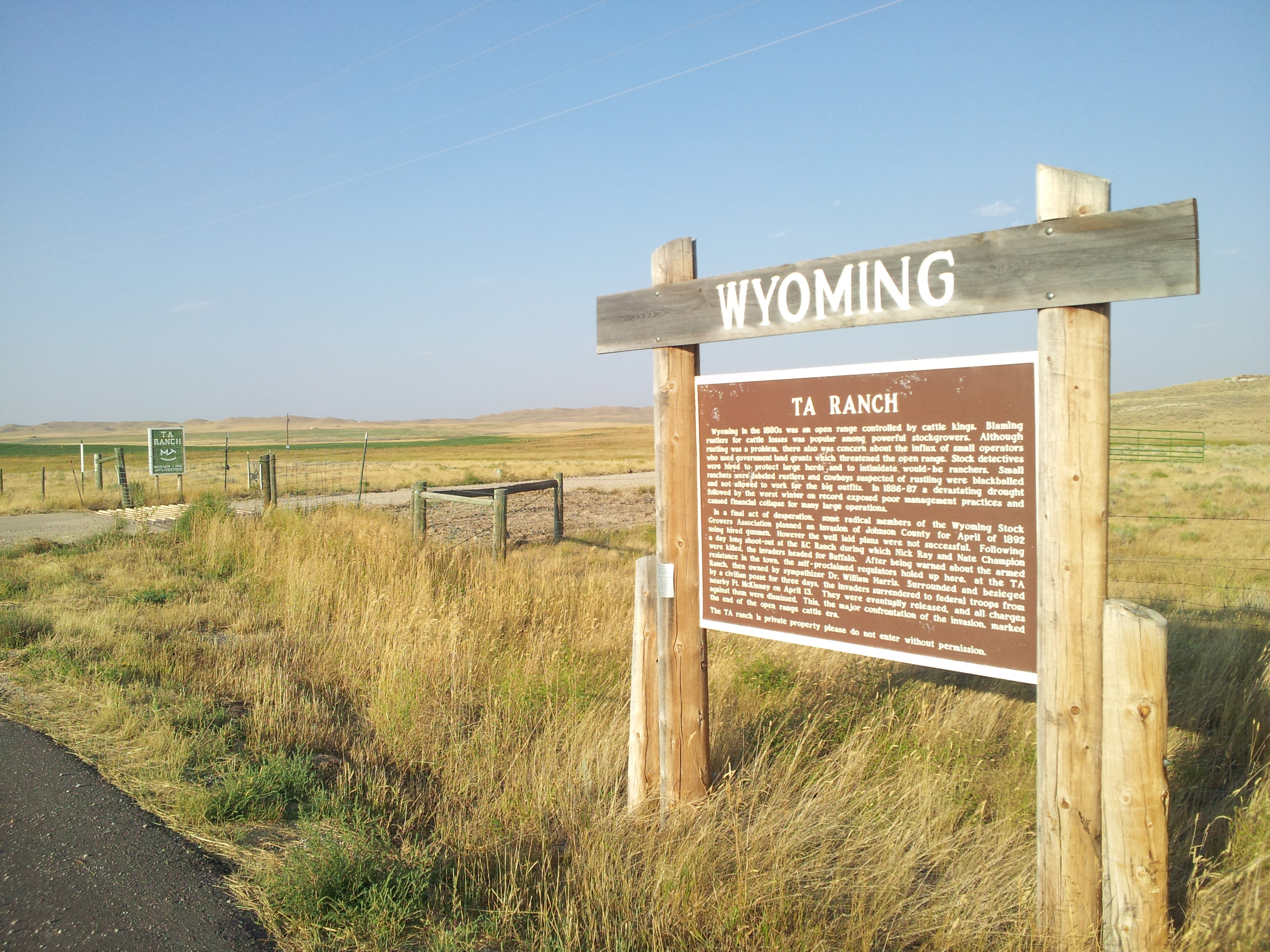
Ranching: Zäune, Weidemanagement und Marktwirtschaft in Steppen und Savannen (Eingang zur TA Ranch in Wyoming)

Im Gegensatz zu den traditionellen Formen der mobilen Fernweidewirtschaft liegen die Wohnorte der Rancher in der Regel innerhalb des Weidegebietes. Weitere Unterschiede bestehen im aufwändigeren Management der Weiden (teilweise ergänzende Einsaat von Futtergräsern, Brunnenbau, vom Menschen geplanter Weidewechsel, Einzäunungen u. ä.).  Zudem nutzt die stationäre Viehwirtschaft häufig nur eine Tierart oder -rasse, während die mobilen Systeme auf zwei oder mehr Arten basieren. Saisonal genutzte Stallungen sind bei beiden Formen selten vorhanden.
Ein weiterer – wesentlicher – Unterschied ist die marktwirtschaftliche Ausrichtung der Ranches: Subsistenzproduktion für den eigenen Bedarf – wie noch häufig bei der  nomadischen Tierhaltung – kommt nur selten als Zusatznutzen vor (Beispiel: Komplexe Transhumanz in Zentral-Utah oder Süd-Idaho).

## Geschichte

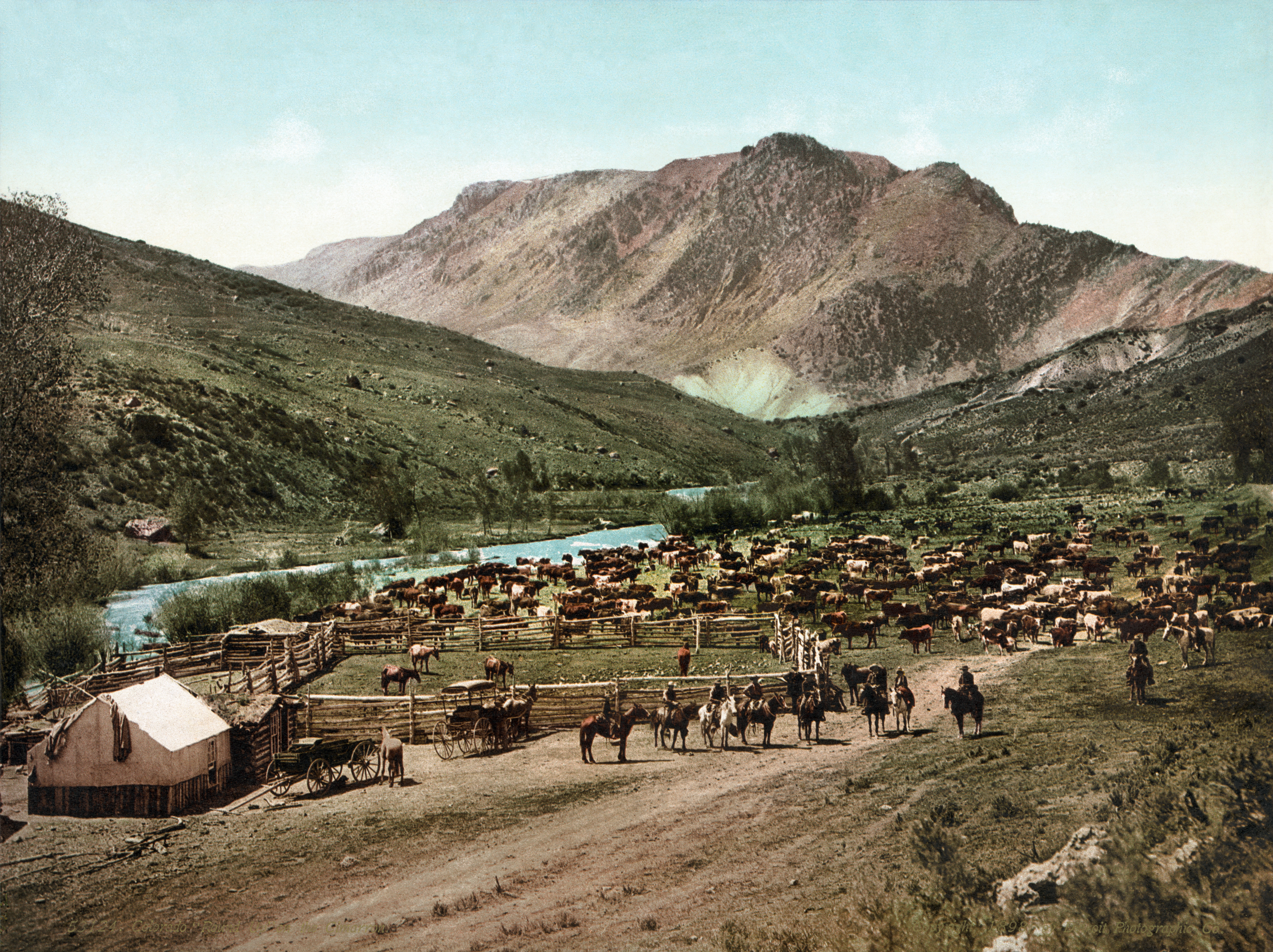
Roundup 1898 am Cimarron River

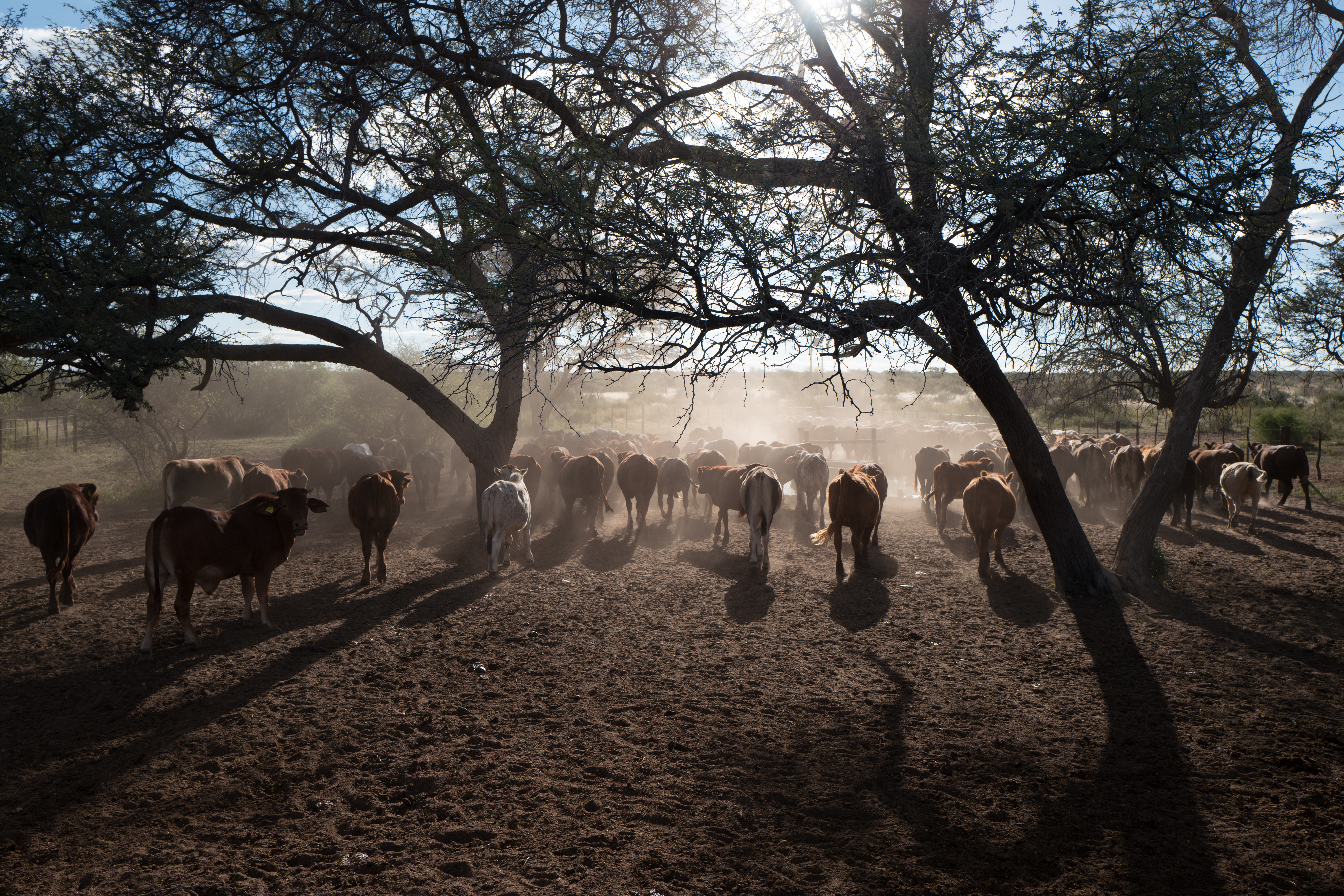
Typische Rinderfarm bei Gobabis, Namibia (2017)

Entwickelt wurde das Ranching von europäischen Siedlern in den Trockengebieten Amerikas und Australiens und von dort in andere Weltgegenden (zum Beispiel Südafrika) übertragen. Die Wurzeln liegen vermutlich im sommertrockenen Iberien, wo im Zuge der Reconquista menschenleere, semi-aride Räume durch große Herden von Merinoschafen und Rindern unter Aufsicht berittener Hirten genutzt wurden. Dieses Agrarsystem fand mit der spanisch-portugiesischen Eroberung im 16. Jahrhundert Eingang in die menschenleeren Grasländer Amerikas: die Pampas, die Steppen Patagoniens, den Gran Chaco, die Sertãos Brasiliens, die Llanos von Venezuela, die Trockengebiete des nördlichen Mexikos, Texas’ und Kaliforniens. Die in diesem Zuge durchgeführte Einzäunung riesiger Gebiete mit Stacheldraht wurde im späten 19. Jahrhundert gezielt gefördert, um die Herden vor Raubtieren zu schützen und besser managen zu können, doch ebenso um die Besitzansprüche der Rancher gegenüber Eingeborenen (zum Beispiel Prärie-Indianer in den USA, San in Südwest-Afrika oder Aborigines in Australien) zu markieren und durchzusetzen. Bis zum Beginn des 20. Jahrhunderts verstärkte sich die Ausrichtung auf den Weltmarkt, nahm danach jedoch wieder ab: In Südamerika zugunsten der Versorgung der stark wachsenden Städte in den einzelnen Staaten und in den Industrieländern vor allem durch den politischen Schutz der nationalen Landwirtschaft vor der ausländischen Konkurrenz (Agrarprotektionismus).

## Kennzeichen

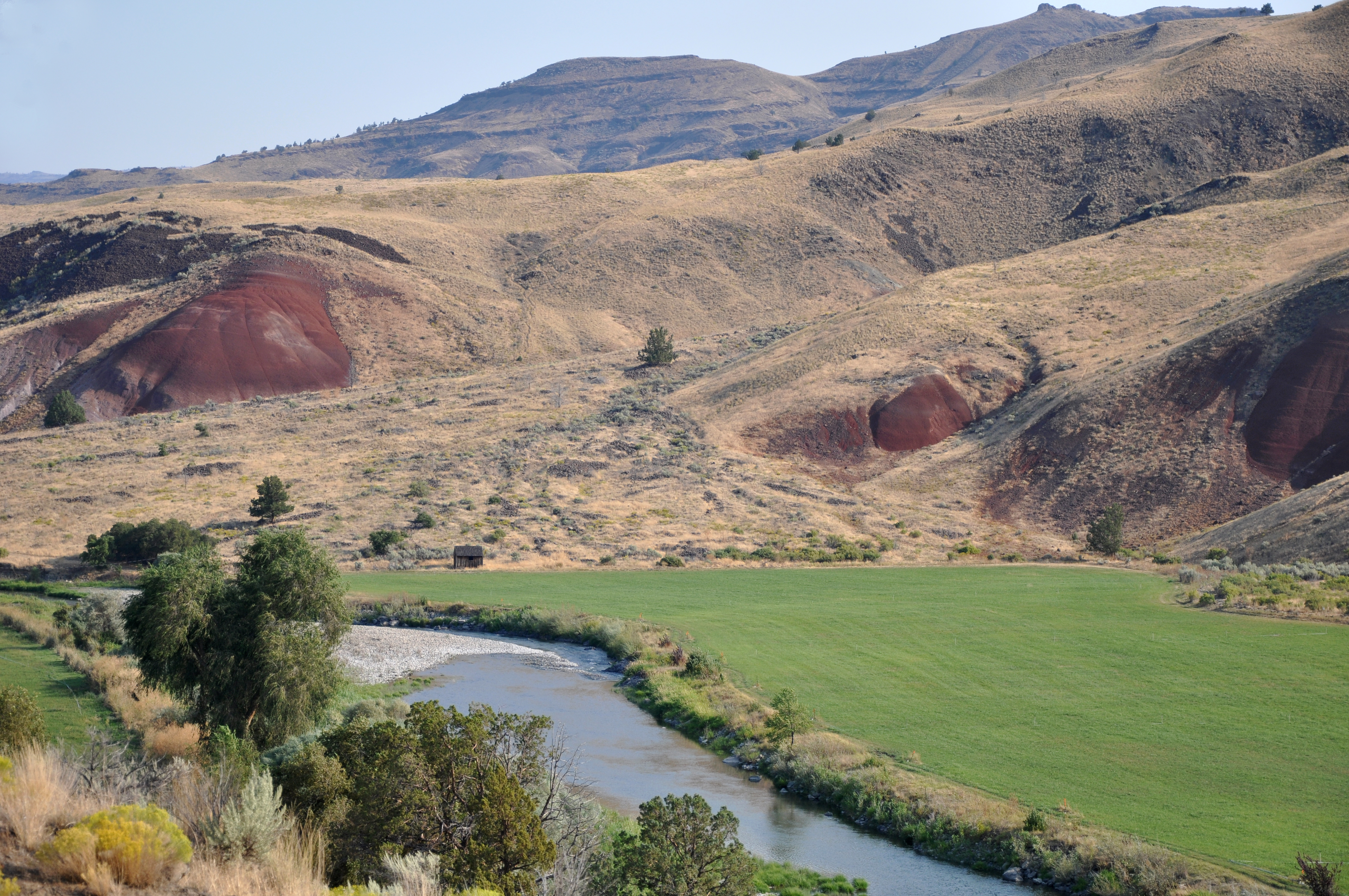
Naturweiden (Hintergrund) und Wiesen zur zusätzlichen Heuproduktion (Vordergrund)

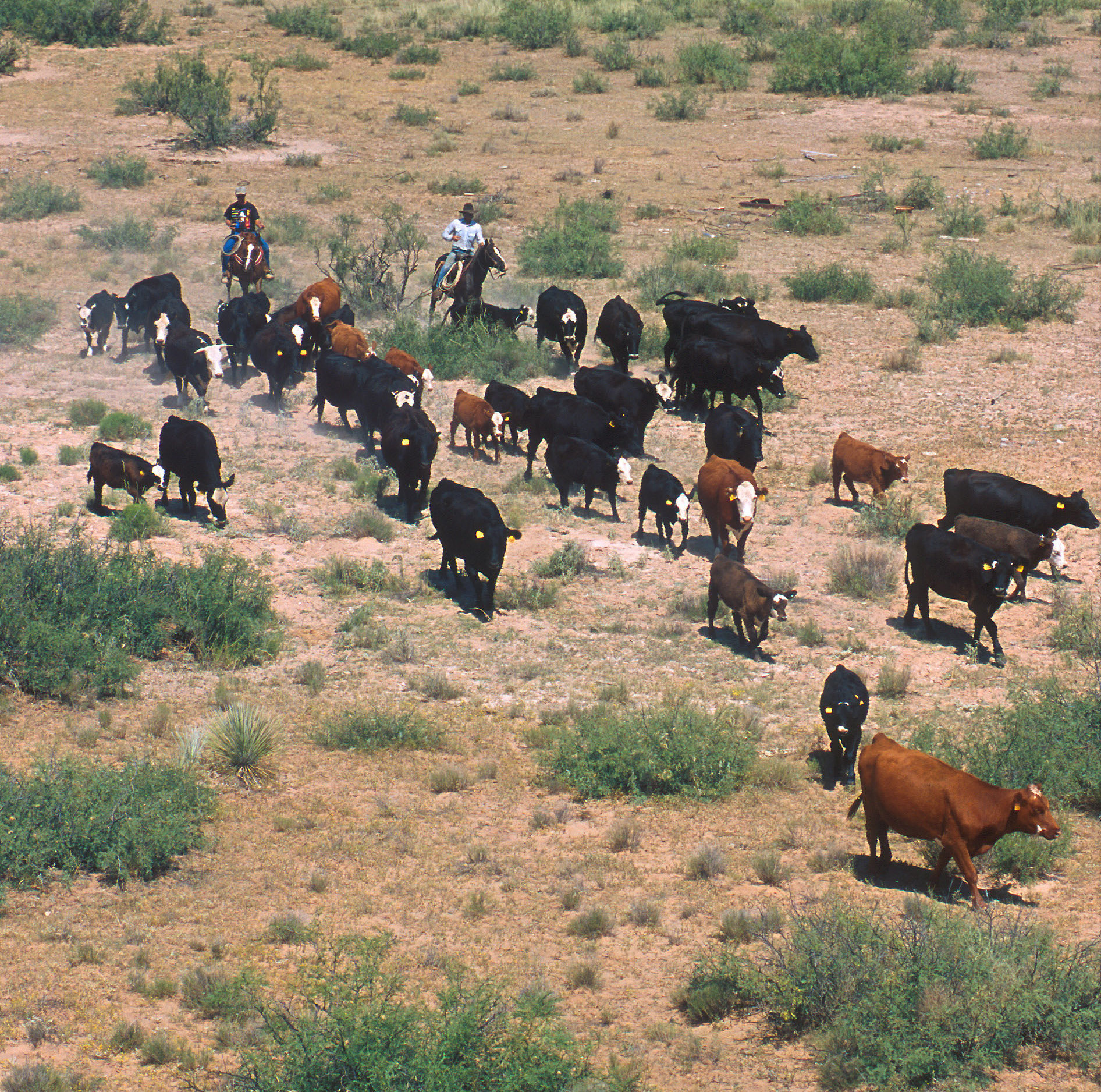
Roundup (Zusammentreiben der Herde) auf einer modernen Ranch in New Mexico

### Betriebsstruktur
Traditionell sind Ranches in Familienbesitz. Heute gibt es jedoch ebenso Kapitalgesellschaften, Genossenschaften sowie ganz- oder halbstaatliche Betriebe. In Bezug zu den enorm großen Flächen sind der Viehbesatz, der Einsatz von Arbeit und Kapital sowie der Betriebsertrag pro Flächeneinheit extrem niedrig. Andererseits erfordert die Einrichtung einer Ranch einen hohen Kapitaleinsatz. Die Produktivität des Bodens ist extrem niedrig, die Arbeitsproduktivität ist demgegenüber jedoch hoch. Moderne Ranches managen ihre Herden per Computer (Lenkung der Tiere durch virtuelle Elektrozäune, Ortung gechipter Tiere per GPS u. ä.). Der Trend geht zu immer größeren und stärker automatisierten Anlagen mit immer weniger Hirten.

### Weidemanagement
Moderne stationäre Weidesysteme in Trockengebieten erfordern eine genaue Kalkulation der Weidetragfähigkeit über die Belastung (= Zahl von Weidetieren pro Flächeneinheit innerhalb der Jahres-Weidezeit) und die Viehbestandsdichte (= Zahl von gleichzeitigen Weidetieren pro Flächeneinheit, i. d. R. bezogen auf einen Tag), um Überweidungsschäden zu verhindern, wie sie zum Beispiel zwischen 1880 und 1940 in den Great Plains durch zu große Herden entstanden sind. Kriterien für eine ökologisch und ökonomisch nachhaltige Bewirtschaftung sind die Erhaltung der Produktivität und der Futterqualität der Weiden und der Erhalt der Funktionen der Weidegebiete für den Erosionsschutz und Landschaftswasserhaushalt. Teilweise erfolgt eine Weideverbesserung durch Aussaat geeigneter Futtergräser; Pestizide oder andere Chemikalien kommen in der Regel nicht zum Einsatz. Moderne Verfahren der Tierzucht und Tierpflege (u. a. künstliche Besamung, Veterinärbetreuung) sind üblich. Stallungen sind die große Ausnahme und die Wasserversorgung wird zumeist durch den Zugang zu natürlichen Gewässern oder seltener durch angelegte Brunnen sichergestellt.
Die weitgehend naturbelassenen Gebiete moderner Ranches sind heute zumeist in verschiedene großräumige, mit Stacheldraht eingezäunte Koppeln aufgeteilt, die einen geregelten Weideumtrieb und sinnvolle Einteilungen der Herden zulassen. Zwischen den Umtrieben sind die Tiere weitgehend sich selbst überlassen, d. h. Eingriffe durch den Rancher bzw. die Hirten bleiben auf ein Minimum beschränkt. Der freie Weidegang wird immer seltener und sich vermutlich nur in den gebirgsnahen Regionen halten, in denen zeitweise ergänzend saisonale Wanderweidewirtschaft betrieben wird.

### Ausführung

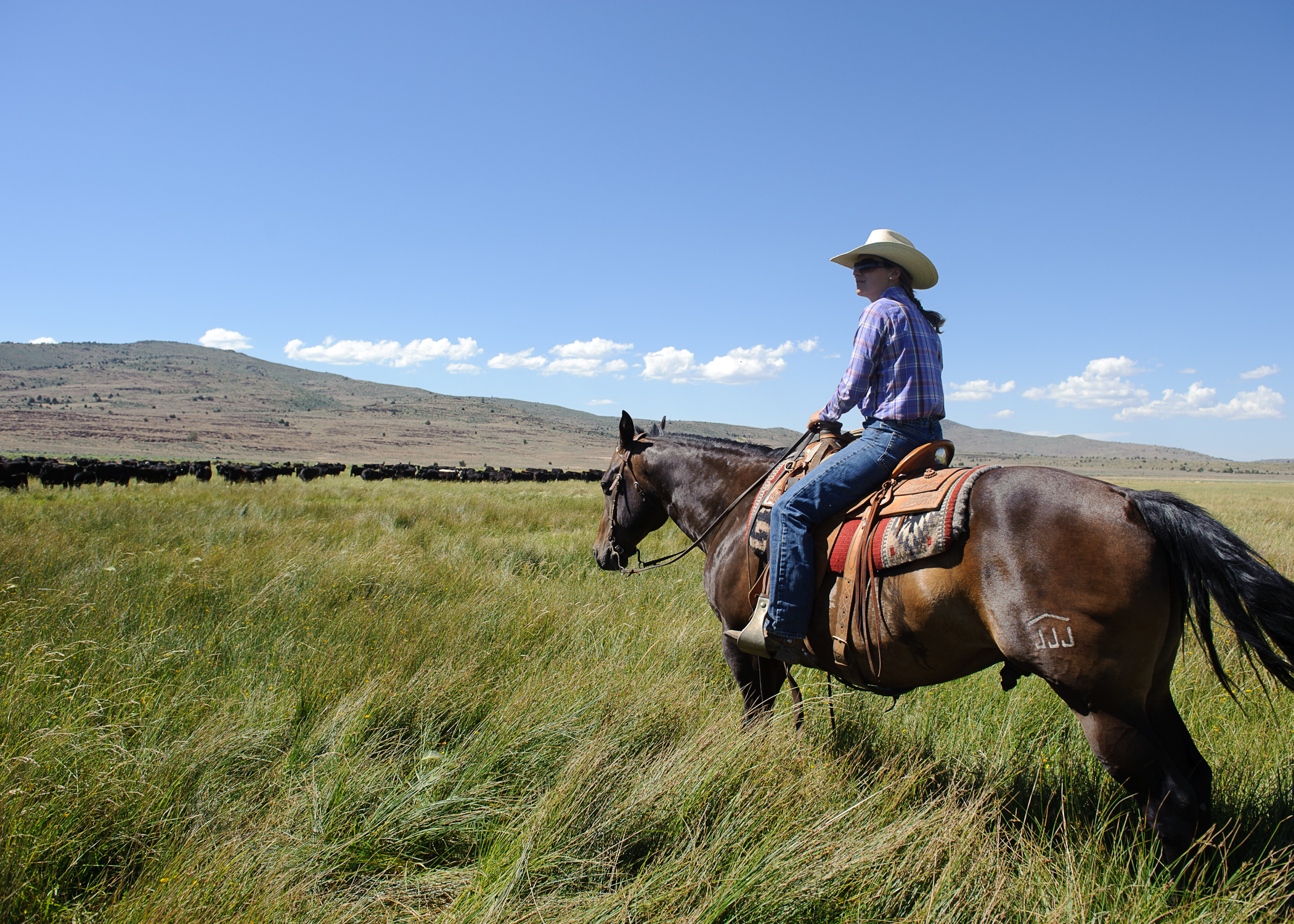
Noch heute ist das Pferd ein unerlässliches Arbeitstier beim Ranching

Die Rinder werden in vielen Ländern durch Brandzeichen markiert, um sie dem Eigentum einer bestimmten Ranch zuordnen zu können, sofern sich das Vieh in den riesigen Gebieten mischen kann, wenn Zäune nicht vorhanden oder beschädigt sind. Die Herden werden auch heute noch überwiegend mit Hilfe von speziell ausgebildeten Pferden – wie Quarter Horses, Paint Horses, Appaloosas oder Criollos (Südamerika), Australian Stock Horse – zur Brandmarkung der Jungtiere und später zum Verkauf der schlachtreifen Tiere zusammengetrieben. Lange Viehtrecks finden nur noch sehr selten statt, da der Abtransport meistens per LKW erfolgt.

#### Typische Fachbegriffe aus dem nordamerikanischen Ranchwesen
- Roundup (Zusammentreiben der Rinder zum Zählen, Impfen oder Verladen)
- Cattle Drive (Allgemeiner Viehtrieb, zum Beispiel zum Weidewechsel, zum Brandmarken oder zur Impfung)
- BLM-Land (Staatliche Ländereien im Westen der USA, die den Ranchern als zusätzliches Weideland zur Verfügung gestellt werden)[13]
- Open Range (nicht eingezäuntes Weideland, häufig BLM-Land)

## Risiken

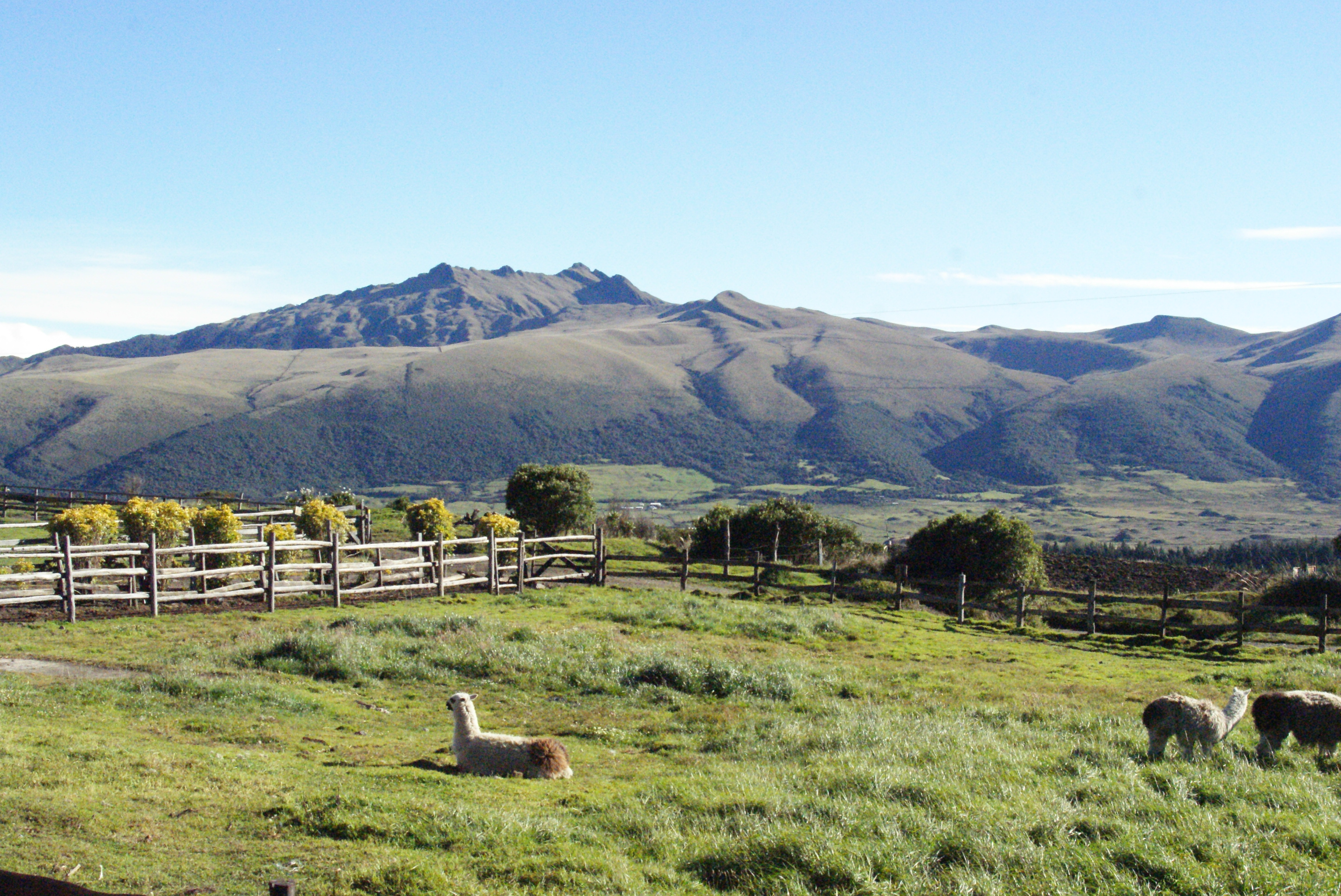
Alpakas sind an die speziellen Lebensbedingungen der Anden angepasst und dort daher besser geeignet als Rinder oder Schafe

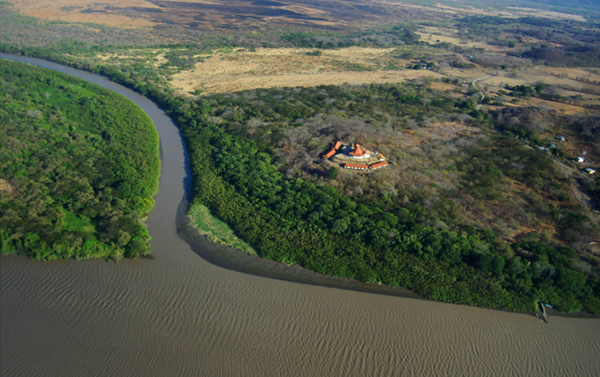
Zum Schutz vor ökologischen und ökonomischen Problemen hat die Rancho Humo in Costa Rica ihre Viehwirtschaft mit einem groß angelegten und touristisch vermarkteten Naturschutzprojekt kombiniert.

Aufgrund der ökologischen Rahmenbedingungen ist eine hohe Spezialisierung erforderlich, die nur eingeschränkte Möglichkeiten zur Veränderung der Produktpalette (Tierarten, Rassen) und entsprechend langsame Marktanpassungen zulässt. In Verbindung mit unkalkulierbaren Verlusten und Kosten durch das Wetter (dürrebedingter Futtermangel, Sturmschäden u. ä.) oder Viehseuchen sowie häufig stark schwankenden Marktpreisen unterliegt das Ranching einem hohen wirtschaftlichen Risiko. Ähnlich wie bei der mobilen Tierhaltung der ehemaligen Hirtennomaden des afrikanisch-eurasischen Trockengürtels versuchen die Herdenbesitzer solchen akuten Problemen manchmal mit einer Intensivierung der Produktion zu begegnen. Eine Erhöhung des Beweidungsdrucks kann jedoch zu Bodenverdichtung und -versiegelung, Überweidungsschäden und zur Ausbreitung von Nicht-Futterpflanzen auf erodierten Flächen führen: Im schlimmsten Fall wird eine weitere Weidenutzung der Flächen dadurch für Jahre oder (bei eintretender Desertifikation) gar endgültig unmöglich. Wildtierbewirtschaftungen mit einheimischen, angepassten Arten (wie Bisons in Nordamerika oder Guanakos in Südamerika) sind eine weniger problematische Alternative; zumindest bezogen auf die ökologischen Risiken.
Ein weiteres Problem ist die andauernde Konkurrenz zum Ackerbau: Moderne Zuchtverfahren, Genmanipulation und chemische Technologien ermöglichen heute den Anbau in trockenen oder kalten Gebieten, die früher dafür ungeeignet waren. Unabhängig von der Tatsache, dass die ackerbauliche Nutzung häufig zu noch größeren ökologischen Problemen führt, kommt es zu einer zunehmenden Verdrängung des Ranchings in immer trockenere Räume, die ihrerseits noch weniger Viehbesatz vertragen.
Die besonderen Rahmenbedingungen erfordern kreative Ideen der Rancher, um nachhaltig überleben zu können. Ein positives Beispiel ist die „Rancho Humo“ in Costa Rica: Die Eigentümer haben große Teile ihrer Ranch zu einem über 10 km² großen Naturschutzgebiet (Vogelschutz in Feuchtgebieten, sowie tropische Trockenwälder) umgewidmet. Der Nutzen für die Rancher besteht in der touristischen Vermarktung.

## Namhafte Ranches
- Anna Creek Station, größte Rinderranch der Welt im australischen Bundesstaat South Australia
- Parker Ranch, größte Ranch der USA, gelegen im Bundesstaat Hawaii
- Estancia Parada Arteaga, im uruguayischen Departamento Florida
- Estancia San Pedro de Timote, im uruguayischen Departamento Florida
- Killarney Station, Rinderranch im Northern Territory, Australien
- Southfork Ranch, Viehfarm bei Parker (Texas), USA
- Chief Joseph Ranch in Montana, bekannt unter dem fiktiven Namen „Yellowstone Dutton Ranch“ aus der Serie Yellowstone

## Sea Ranching
Beim Gegenstück in der Fischerei, dem so genannten Sea-Ranching, wird die zunächst in großen Aquarien vorgezüchtete Fischbrut in freien Gewässern wie Teichen oder Seen ausgesetzt und nach Erreichen der Schlachtreife wieder eingefangen.